# Operacija Sadovi jeze
Operacija »Sadovi jeze« je ime vojaškega posega izraelske vojske proti Hezbolahu v južnem Libanonu aprila 1996.
Po koncu libanonske državljanske vojne sta skrajni jug države še naprej nadzirala Izrael in proizraelska milica SLA, ki so ju ves čas napadale Hezbolahove enote. Spopadi so se še okrepili, ko je bilo v letih 1994 in 1995 v atentatih ubitih več vplivnih članov Hezbolaha in ko je le-ta izstrelil več raket na naselja v severnem Izraelu. Aprila 1996 je tako Izrael odgovoril z obsežno operacijo »Sadovi jeze«, katere namen je bil tako oslabiti Hezbolah kot prisiliti libanonsko vlado, da bi mu stopila na prste. Do povoda je prišlo 9. aprila, ko je bil v vasi Barašit v cestni bombi najprej ubit 14-letni libanonski deček, Hezbolah pa je v povračilo izstrelil nekaj raket, ki so ranile 6 izraelskih civilistov. Izrael je prek radijskih postaj nemudoma pozval k umiku prebivalce južnega dela Libanona, kar je storilo med 300.000 in 500.000 ljudi. Podobno je tudi Hezbolah po radiu pozval prebivalce severnega dela Izraela, kar je povzročilo umik okoli 30.000 ljudi iz obmejnega območja. 
Operacija se je pričela 11. aprila z blokado bejrutskega, sidonskega in tirskega pristanišča, bomabrdiranjem pravkar obnovljene infrastrukture, uničenjem elektrarne v Bejrutu, Izrael je izvedel prek 1100 zračnih napadov in v topovskih obstreljevanjih porabil več kot 25.000 granat. Hezbolah je v tem času nadaljeval z napadi na nasprotnike in na izraelsko ozemlje, večinoma na mesto Kirjat Šemona, izstrelil skupno 639 raket. V Libanonu je bilo ubitih med 154 (po navedbah Human Rights Watch) in 170 (po navedbah Rdečega križa) civilistov, v Izraelu strani pa so bile ranjene tri ženske. Najbolj tragično je bilo obstreljevanje Kane, kjer je bilo ubitih več kot 100 ljudi. 
Pod pokroviteljstvom francoskih in ameriških diplomatov so sprte strani uspele doseči neformalni sporazum o premirju in prenehanju čezmejnega napadanja na civiliste. Sporazum je bil objavljen 26. aprila ob 18.00, veljati pa je začel 27. aprila ob 4.00, ko se je operacija po 16 dneh tudi končala.
Sprva sta obe strani spoštovali ta sporazum, ki pa ni mogel preprečiti nadaljnjih spopadov. Diplomatski ugled Izraela je bil s to operacijo in predvsem z dogodki v Kani resno načet. Vse prej kot razbiti Hezbolah je tako maja 2000 prisilil Izraelce k popolnemu umiku iz Libanona, takratni libanonski premier Rafik Hariri je to izkoristil, da si je še okrepil ugled v domovini, vzbudil mednarodne simpatije do prizadevanj za konec okupacije južnega dela države, obenem je predvsem od zahodnih donatorjev uspel dobiti znatna sredstva za obnovo.